# Schöllnach

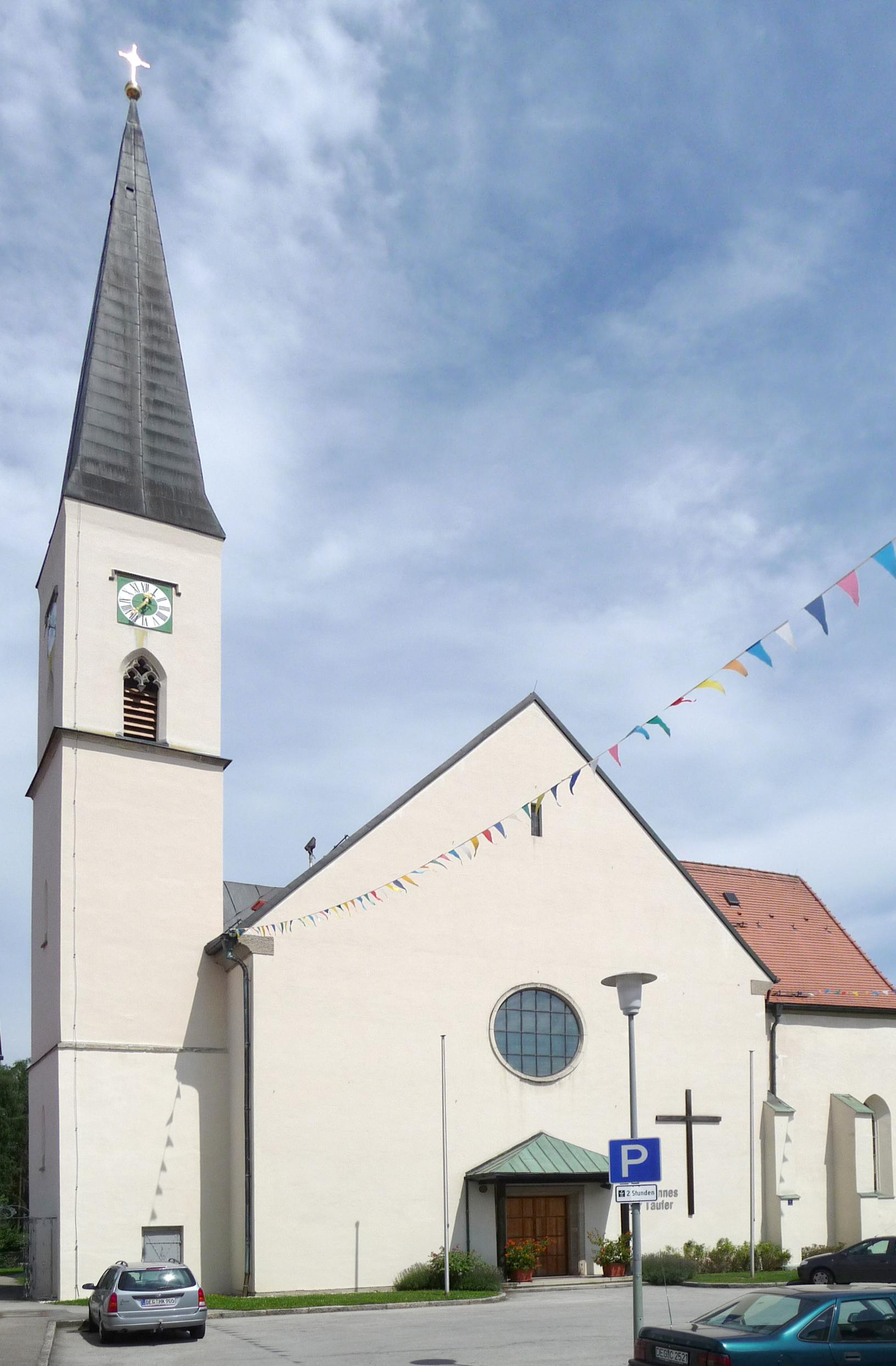
Die Pfarrkirche St. Johannes der Täufer

Schöllnach ist ein Markt im Osten des niederbayerischen Landkreises Deggendorf und der Sitz der Verwaltungsgemeinschaft Schöllnach. Schöllnach ist ein staatlich anerkannter Erholungsort.

## Geografie

### Geografische Lage
Der Markt Schöllnach liegt im Naturpark Bayerischen Wald am Fuße des 1016 Meter hohen Brotjacklriegel im Gebiet des so genannten Sonnenwaldes. Durch die Gemeinde fließt die Kleine Ohe, die zum Einzugsbereich der Donau gehört.

### Gemeindegliederung
Es gibt 61 Gemeindeteile:
- Adlmaning
- Arbing
- Aubermühle
- Birnbaum
- Bradlberg
- Brumbach
- Daxstein
- Dingstetten
- Emming
- Englfing
- Gaichet
- Geßling
- Glashausen
- Haidhof
- Heitzing
- Herrnholz
- Hilkering
- Hinding
- Hof
- Ilgering
- Jetzing
- Kleibhof
- Kleibmühle
- Kollmering
- Lehen
- Lehenreut
- Leutzing
- Lohholz
- Mahd
- Neuhofen
- Obergriesgraben
- Oblfing
- Oh
- Oitzing
- Ölberg
- Poppenberg
- Predling
- Prünst
- Prünstmühle
- Reindobl
- Reit
- Reitberg
- Rieden
- Riggerding
- Rothedern
- Säcklmühle
- Schachen
- Schöllnach
- Schuhreuth
- Schuttholz
- Schwanenreit
- Simmetsreut
- Steinach
- Straching
- Taiding
- Thann
- Tiefendobl
- Trupolding
- Vorading
- Weißenstein
- Wiesenberg

## Geschichte

### Bis zur Gemeindegründung
Die Gemeinde wurde erstmals im Jahre 865 in einer Urkunde von Kloster Niederaltaich erwähnt. König Ludwig der Deutsche bestätigte hierin dem Kloster den Besitz von Scellinaha. Der Name dürfte eine Kombination des althochdeutschen „scellan“ (schallen, rauschen) und „aha“ (Wasser, Bach) darstellen. Im 12. Jahrhundert hieß es Schelnahe, im 13. Jahrhundert Schellenach, Anfang des 14. Jahrhunderts Schellnachkirchen, danach Schellnach und schließlich Schöllnach.
Es kam ab 1306 als landesfürstliches Rittermannslehen in den Besitz der bayerischen Herzöge und hatte vermutlich ab 1311 den Status einer Hofmark. Deren Inhaber waren die Puchberger, seit 1375 die Rüd, dann 1429 die Kafringer, die Frauenberger und ab 1445 die Reutorner. Unter letzteren wurde im Zuge des Landesausbaus zwischen 1445 und 1662 die Ansässigmachung von Handwerkern und Taglöhnern gestattet. 1523 zeichnete Johannes Aventinus Schölnach auf der ersten bayerischen Landkarte ein. 1635 wurde die Pfarrei Schöllnach errichtet. 1647 haben die Truppen des Johann von Werth die Burg zerstört, geplündert und gemordet. Von 1647 bis 1649 fielen 369 Menschen dem Krieg und der Pest zum Opfer.
1719 bis 1774 übten die Freiherren von Vieregg die Herrschaft über Schöllnach aus. Unter ihnen erhielt Schöllnach anlässlich der Zertrümmerung des Sitzes Klebstein bei Schönberg im Jahr 1739 einen Zuwachs von mehr als 50 Gütern. 1742 plünderten Panduren die Pfarrei Schöllnach. Zuletzt legten die Freiherrn von Pfetten mit Birket (1790) und Lehenreut (1793) „Colonien“ an. 1808 umfasste die Herrschaft Schöllnach 155 Untertanen. Grund und Boden gehörte überwiegend der Schlossökonomie.
Mit dem Gemeindeedikt von 1818 entstand die politische Gemeinde Schöllnach.

### 19. und 20. Jahrhundert
Erst mit dem Ende des Rittermannslehens 1833 änderten sich die Besitzverhältnisse. Die Bewohner des Herrschaftsdorfes und der Colonien konnten ihren Besitz vergrößern und sich wirtschaftlich etablieren.
Am 31. Juli 1914 feierte man im Gasthof zur Post die Eröffnung des Streckenteils Hengersberg–Eging, wobei Schöllnach einen Bahnhof an der neuen Bahnstrecke nach Deggendorf bekam. Die telegraphische Nachricht von der allgemeinen Mobilmachung beendete das Fest.
1954 wurde die neue Pfarrkirche erbaut und 1958 das neue Schulhaus. Im Jahr 1966 folgte die Erhebung des Dorfes zum Markt nach bayerischem Gemeinderecht. 1970 bis 1972 entstanden die Realschule sowie die Haupt- und Förderschule.
Schon 1960 trat Schöllnach in den Kreis der Fremdenverkehrsorte ein. 1977 erhielt es die staatliche Anerkennung als Erholungsort.

### Eingemeindungen
Im Zuge der Gebietsreform in Bayern wurde am 1. April 1971 ein Teil der ehemaligen Gemeinde Schwanenkirchen eingegliedert. Am 1. Januar 1972 wurden die Gemeinden Taiding und Riggerding (die bis zum 23. September 1938 den Namen Bradlberg trug) eingemeindet.

### Einwohnerentwicklung
Im Zeitraum 1988 bis 2018 wuchs der Markt von 4357 auf 4844 um 487 Einwohner bzw. um 11,2 %. Am 31. Dezember 2004 zählte Schöllnach 5129 Einwohner.

## Politik

### Bürgermeister
Erster Bürgermeister ist Alois Oswald (FW), der am 2. März 2008 mit 75,24 % und am 16. März 2014 mit 91,38 % der abgegebenen Stimmen gewählt wurde. Oswald hatte bei der Wahl 2014 keinen Gegenkandidaten. Bei den Kommunalwahlen am 15. März 2020 wurde Oswald im ersten Wahlgang mit 64,2 Prozent zum 1. Bürgermeister wiedergewählt. Zweiter Bürgermeister ist Thomas Habereder (CSU), dritter Bürgermeister ist Patrick Popelyszyn (FW).

### Marktgemeinderat

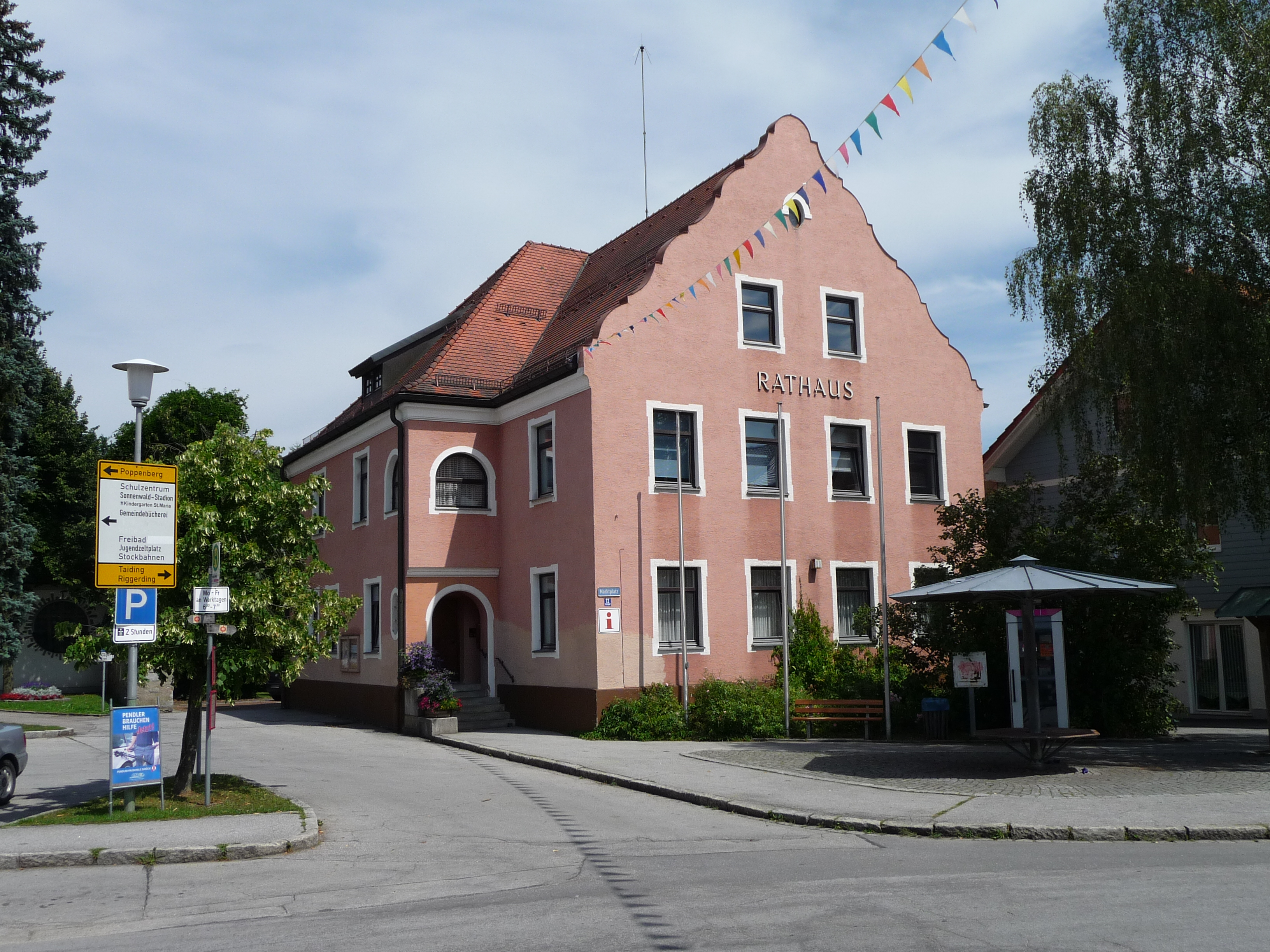
Das Rathaus von Schöllnach

Die Werte spiegeln die Sitzverteilung (in Klammern das prozentuale Wahlergebnis) wider:
|      | CSU        | FW         | SPD        | Gesamt |
| 2020 | 6 (40,7 %) | 6 (36,8 %) | 4 (22,5 %) | 16     |
| 2014 | 9 (39,3 %) | 7 (37,0 %) | 5 (23,7 %) | 21     |
| 2008 | 4 (21,3 %) | 9 (42,8 %) | 7 (35,8 %) | 21     |
| 2002 | 6          | 6          | 9          | 21     |

### Wappen
| Wappen des Marktes | Blasonierung: „In Gold ein schwarzes Lindenblatt am Ast.“ |
| Wappen des Marktes | Das Wappen wird seit 1954 geführt.                        |

## Baudenkmäler
- Pfarrkirche St. Josef in Riggerding, erbaut vom Münchner Baumeister Johann Baptist Schott.
- Pfarrkirche St. Johannes der Täufer, erbaut 1954. Eine Renovierung erfolgte 2000.

## Wirtschaft und Infrastruktur

### Öffentliche Einrichtungen
Schöllnach ist Sitz der Verwaltungsgemeinschaft gleichen Namens mit den Mitgliedsgemeinden Schöllnach und Außernzell.

### Bildung
In Schöllnach gibt es folgende Bildungseinrichtungen:
- Zwei Kindergärten
- Eine Grundschule
- Eine Hauptschule
- Realschule Schöllnach
- Eine Förderschule (Sonderpädagogisches Förderzentrum Schöllnach-Osterhofen)

## Persönlichkeiten
- Ossi Eckmüller (1930–1992), Volksschauspieler und Regisseur